# USS Enterprise (NCC-1701-D)
A USS Enterprise (NCC-1701-D) (ou simplesmente Enterprise-D, para distinguir das demais naves estelares com mesmo nome) é uma nave estelar do século 24 no universo fictício de Star Trek e cenário central das tramas mostradas na série Star Trek: The Next Generation. A Enterprise-D é uma nave classe "Galaxy" e é a quinta nave da Frota Estelar a ser nomeada Enterprise.

## História
Foi construída nos Estaleiros de Utopia Planitia (Utopia Planitia Fleet Yards, em inglês), em órbita de Marte e comissionada em 4 de Outubro de 2363, entrando em serviço. Serviu por oito anos como a nave capitânia da Frota Estelar até ser seriamente danificada em 2371 nos eventos mostrados no filme Star Trek Generations. Ao longo da série, esteve sob comando do Capitão Jean-Luc Picard, embora o Capitão-de-Fragata William Riker e o Capitão Edward Jellico a tenham comandado por breves períodos.
Foi a terceira nave classe "Galaxy a ser construída", após o protótipo USS Galaxy e a USS Yamato. Se tornou uma das mais importantes e conhecidas naves de todo o século 24 enquanto esteve sob o comando do Capitão Picard. A tripulação da nave fez primeiro contato com uma infinidade de espécies, incluindo os Borg, Q Continuum, e os Ferengi. os esforços diplomáticos do grupo tais como as circunstâncias atenuantes do apoio Romulano a facção Duras durante a Guerra Civil Klingon e frustrar um ataque Cardassiano próximo à Nebulosa McAllister C5, ajudando a aliviar as tensões entre outras raças e evitar revoltas dramáticas contra a segurança da Federação. A Enterprise-D foi o instrumento da derrota dos Borg durante sua tentativa de invadir a Federação em 2366.
Em 2371, como mostrado em Star Trek Generations, as irmãs Klingon Duras tornaram os escudos da Enterprise-D inúteis ao descobrirem a frequência de modulação e alterarem suas armas para a mesma frequência. Apesar da Enterprise-D destruir a nave das irmãs, danos ao sistema de refrigeração do reator de dobras obrigou aos tripulantes efetuarem uma separação do disco. O reator entrou em fusão momentos após a separação, resultando em uma grande explosão cujas ondas de impacto atingiram o disco, desestabilizando a propulsão e outros sistemas primários, fazendo-a entrar na atmosfera de Veridian III. Devido à gravidade do planeta, a seção disco caiu na superfície.
Foi relançada em 16 de Abril de 2401 do hangar 12 do museu da frota estelar, a seção disco foi resgatada de Veridian III com base na primeira diretriz para não influenciar o sistema, ela tem sido reconstruída nos últimos 20 anos pelo comodoro Geordi La Forge, os motores e naceles vieram da USS Syracuse NCC-1744, a nave manteve o designer totalmente original sem reformas adicionais e sem upgrades, a nave opera somente com a tripulação da ponte sobre o comando do almirante Jean-Luc Picard como capitão, capitão William T. Riker como imediato, conselheira Deanna Troi, capitão Worf no posto tático, comandante Beverly Crusher como oficial médica chefe, tenente-comandante Data como segundo em comando e oficial de operações e comodoro Geordi La Forge como chefe engenheiro e oficial de leme
Em uma ultima e emocionante missão suas capacidade de manobra são testada ao limite, Data pilota a nave por dentro do ultimo cubo borg com objetivo de destrui-lo e resgatar Jack, Picard, Riker e Worf, a missão é bem sucedida e em 2402 vemos a nave ser descomissionada e exporta para exibição permanente no museu da frota.

## Futuro Alternativo na Linha Temporal
No futuro alternativo apresentado no episódio "All Good Things...", a "Enterprise"-D é mostrada intacta em 2395. Comandada pelo Almirante William Riker, ela possuía uma série de aperfeiçoamentos que incluíam a adição de uma terceira nacele transdobra, novas armas, um rápido sistema de propulsão e um dispositivo de camuflagem.
Essa linha de tempo futura deriva de uma anormalidade temporal que Picard, com auxílio de Q, termina por destruir.
Num episódio da série Star Trek: Voyager aparece uma nave semelhante a "Enterprise"-D, a USS Challenger,comandada por Geordi La Forge, numa realidade alternada .